# Полибин, Богдан Фёдорович
Богдан Фёдорович Полибин (? — ок. 1698) — окольничий и воевода. Происходя из малознатного рода, «службой, энергией и умом мог добиться того видного положения, каким он пользовался. Из простых стряпчих достигнув чина стольника, он быстро получил и чин думного дворянина, замененный еще более высоким чином окольничего, почти недостижимым для людей незнатных».

## Биография
Сын Фёдора Потапьевича Полибина ещё под 1658 годом упоминался в боярских книгах, как стряпчий; в том же году он участвовал при приеме грузинского царя Теймураза, а во время государева стола, по случаю приезда, был среди других стряпчих, которые «пить носили пред послами»; 8 мая 1660 года он участвовал при приёме на отпуске и у царского стола грузинского царевича Николая Давыдовича, 19 февраля 1664 год — при приёме английского посла Карла Говарда, 15 мая 1667 года — при приёме польских послов Станислава Беневского. В мае 1668 года был под Глуховым, у действовавшего тогда в Малороссии окольничего и воеводы князя Петра Алексеевича Долгорукова «с государевым жалованьем и о здоровье спрашивать». В качестве головы у сотни жильцов участвовал 31 декабря 1673 года при встрече на приезде великих и полномочных послов графа Оксенширна, а в январе 1674 года в качестве головы он участвовал во встрече кизильбашских послов.
В 1676 году в боярских книгах он упоминается уже как стольник. В 1678 году был назначен в Сибирский приказ товарищем при боярине и был в числе лиц, находившихся у стола государева в день царских именин 8 июня 1678 года, а при праздновании именин 12 июня 1679 года был пожалован из стольников в думные дворяне и в этот день был «у государева стола». В том же году (28 июля) ему было велено вместе с боярином князем Михаилом Андреевичем Голицыным, окольничим князем Константином Осиповичем Щербатовым и с дьяком Василием Григорьевичем Семёновым проводить в крестном ходе икону из Новодевичьего монастыря к Москве; 3 сентября того же 1679 года он, в числе других лиц, сопровождал царя в походе его на богомолье в Саввинский монастырь, 9 сентября — в село Алексеевское, а 28 ноября — на богомолье в Воскресенский и Саввинский монастыри.
Вероятно, в марте 1680 года он уже перестал заседать в Сибирском приказе. В 1682 году, 12 января, участвовал в соборе, созванном царём Фёдором Алексеевичем для уничтожения местничества и подписался под соборным деянием. В том же 1682 году (29 июня), в день именин царя Петра Алексеевича, был пожалован из думных дворян в окольничие; в 1683, 1684 и 1685 годах неоднократно сопровождал иконы в крестных ходах; 19 августа 1684 года сопровождал царя Иоанна Алексеевича в Троицкую лавру на богомолье и 28 февраля 1685 года — царя Петра Алексеевича в Новодевичий монастырь; продолжал неоднократно участвовать в крестных ходах.
В 1686 году заседал в Поместном приказе, где был, вероятно, до сентября 1689 года, когда 12 сентября был послан на воеводство в Чернигов, где был до 1696 года.
Умер в преклонном возрасте около октября 1698 года, о чём сообщалось в письме А. А. Виниуса к царю Петру Алексеевичу за границу. 